# Marathon van Amsterdam

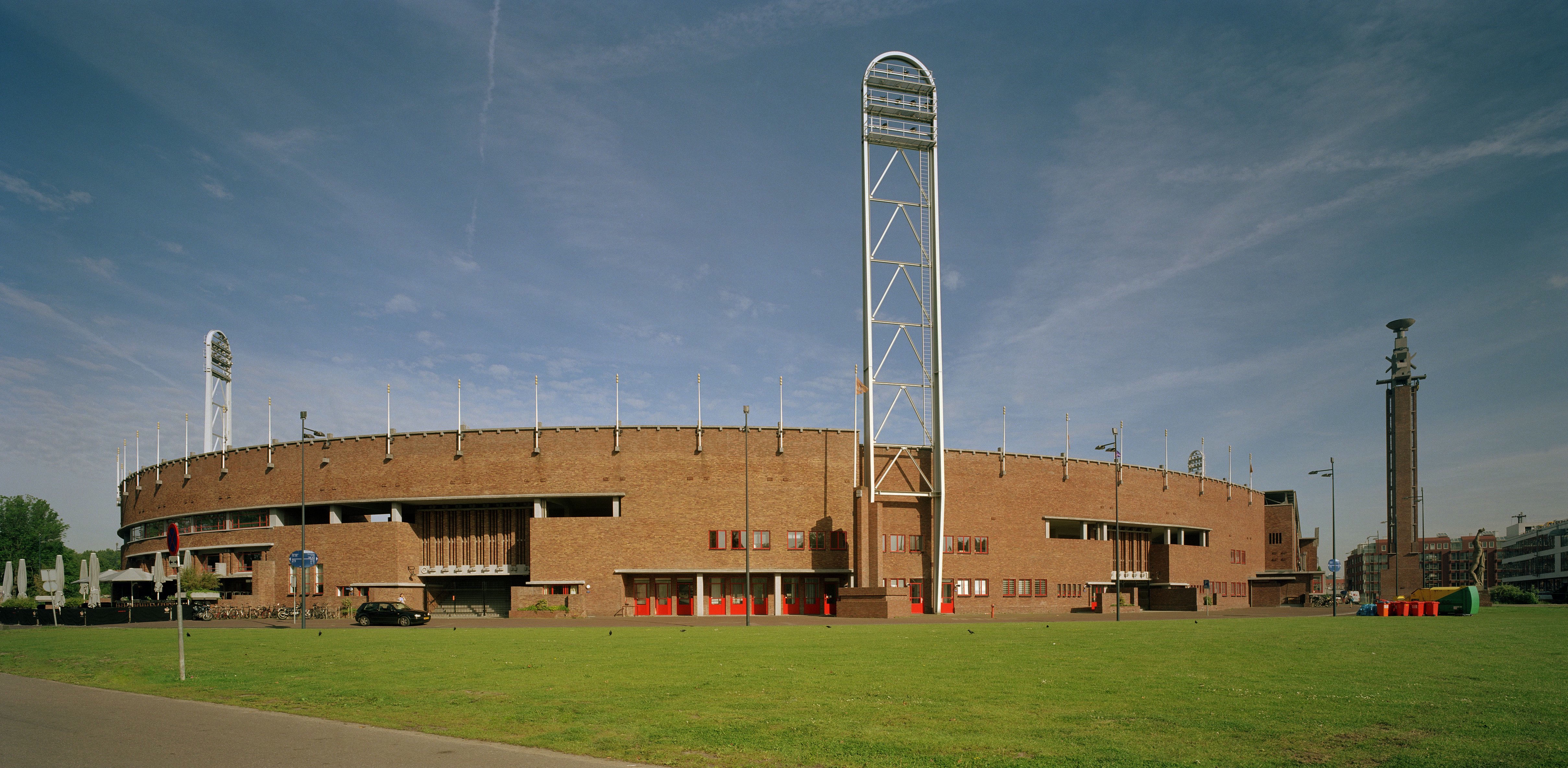
Het Olympisch Stadion, start en finish van de marathon in Amsterdam.

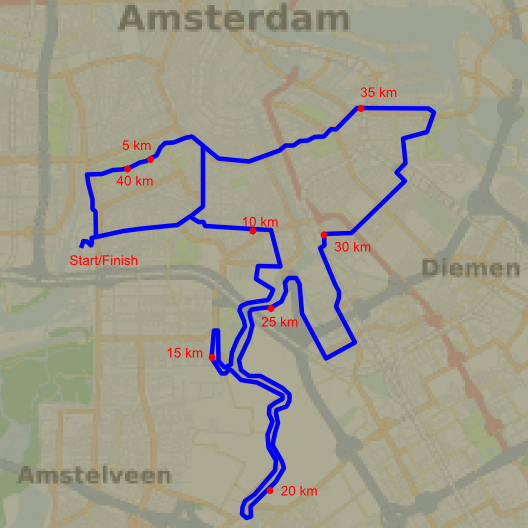
Route van de marathon in Amsterdam in 2007.

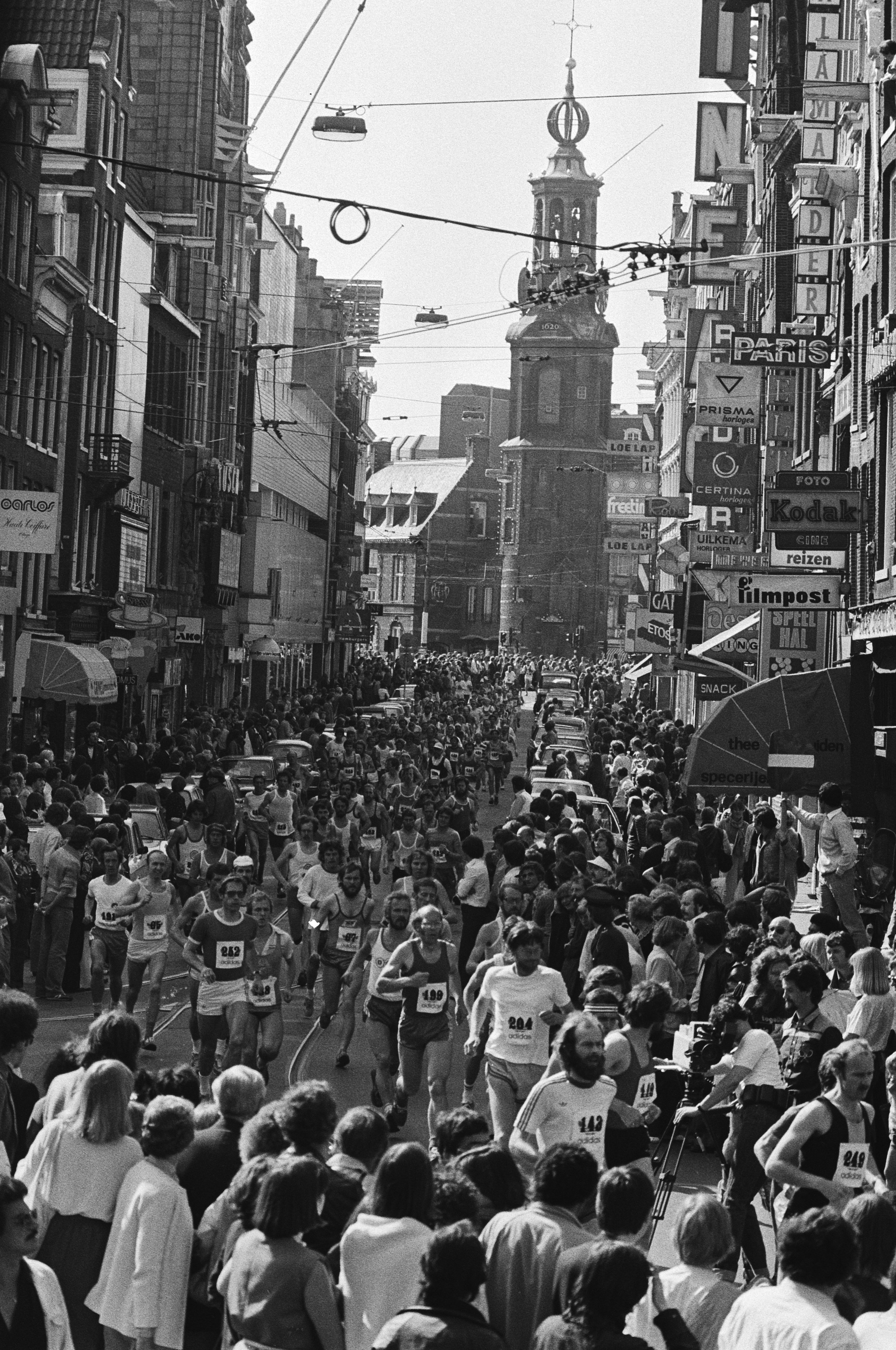
Lopers door de Reguliersbreestraat met op de achtergrond de Munttoren; 18 mei 1979.

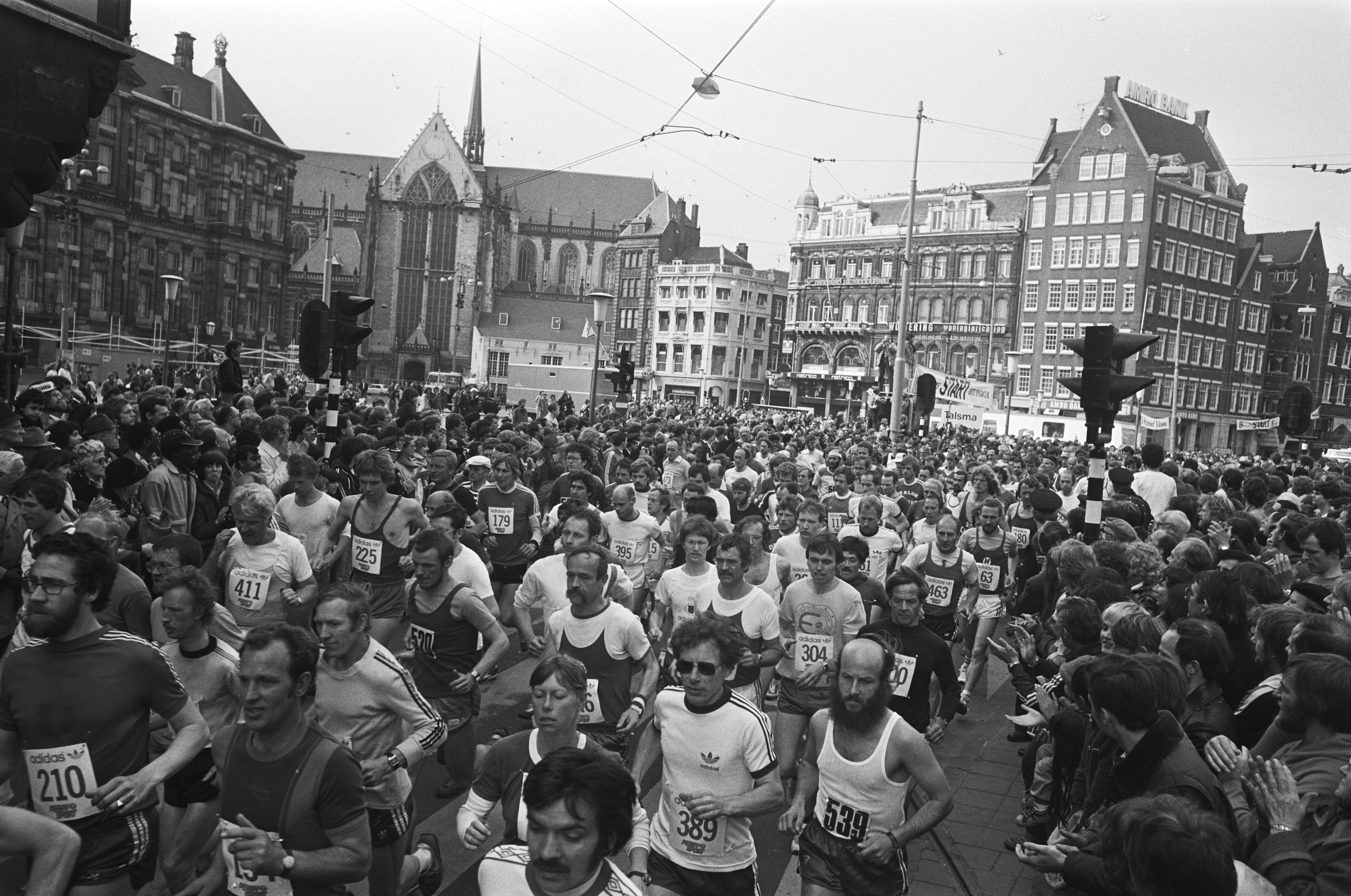
Internationale marathon in Amsterdam: massale start van de Dam; 26 april 1980.

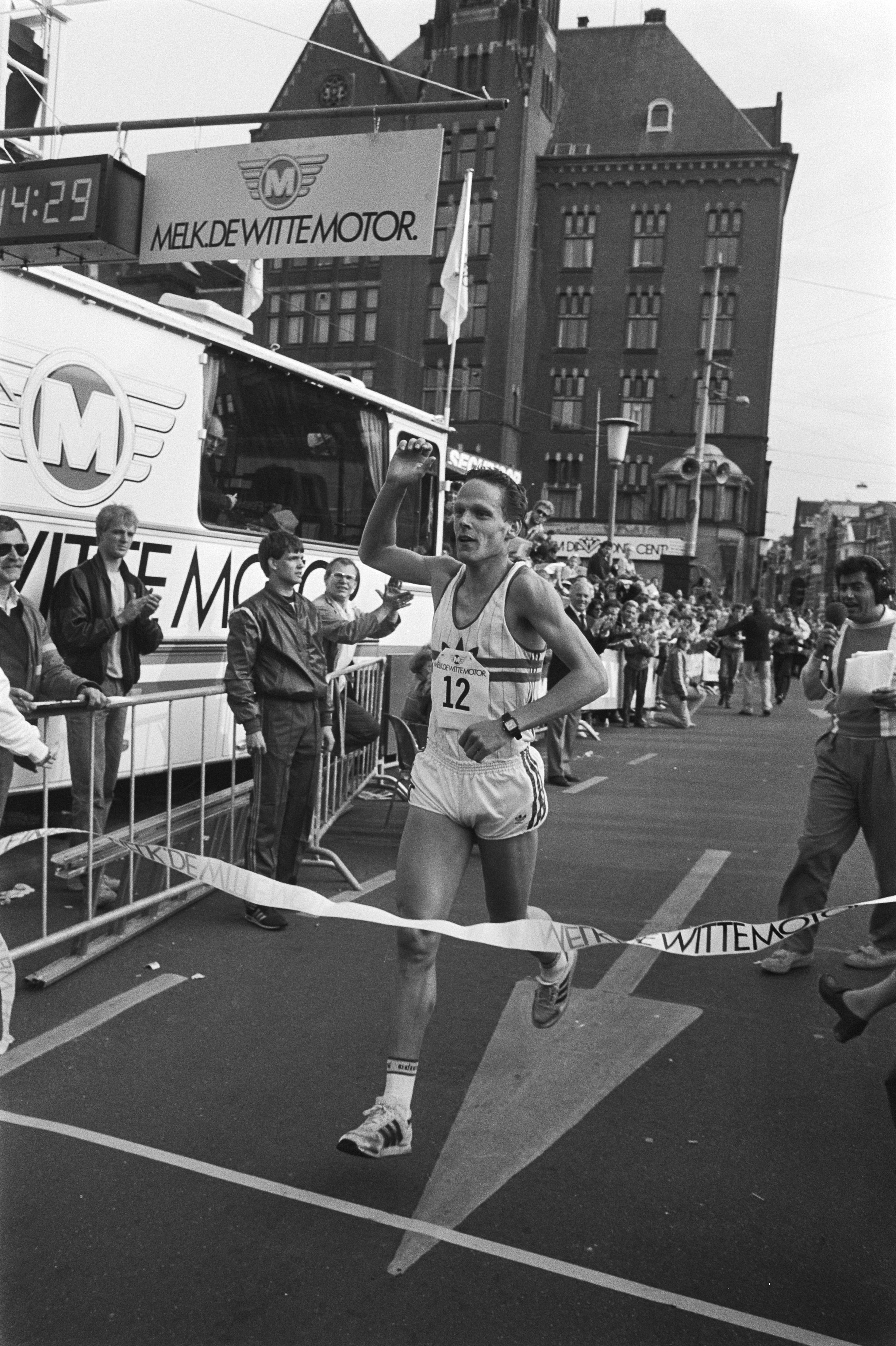
Gerard Nijboer, winnaar van de Amsterdam Marathon in 1984 op de Dam.

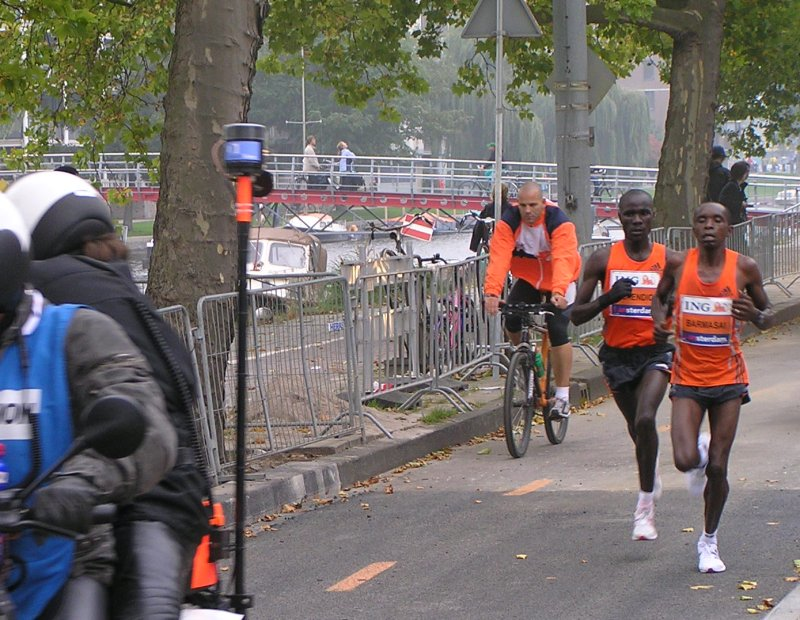
De twee finalisten, 2006.

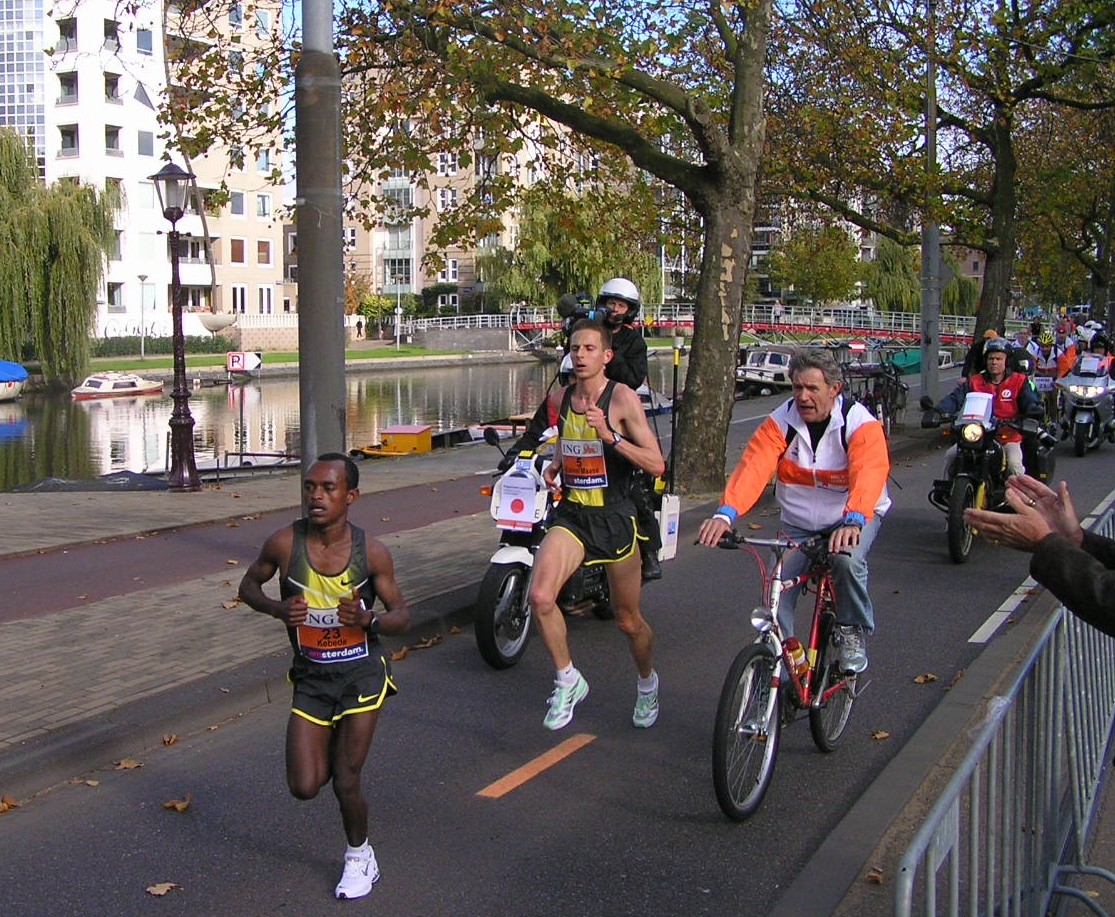
Kamiel Maase, 2007.

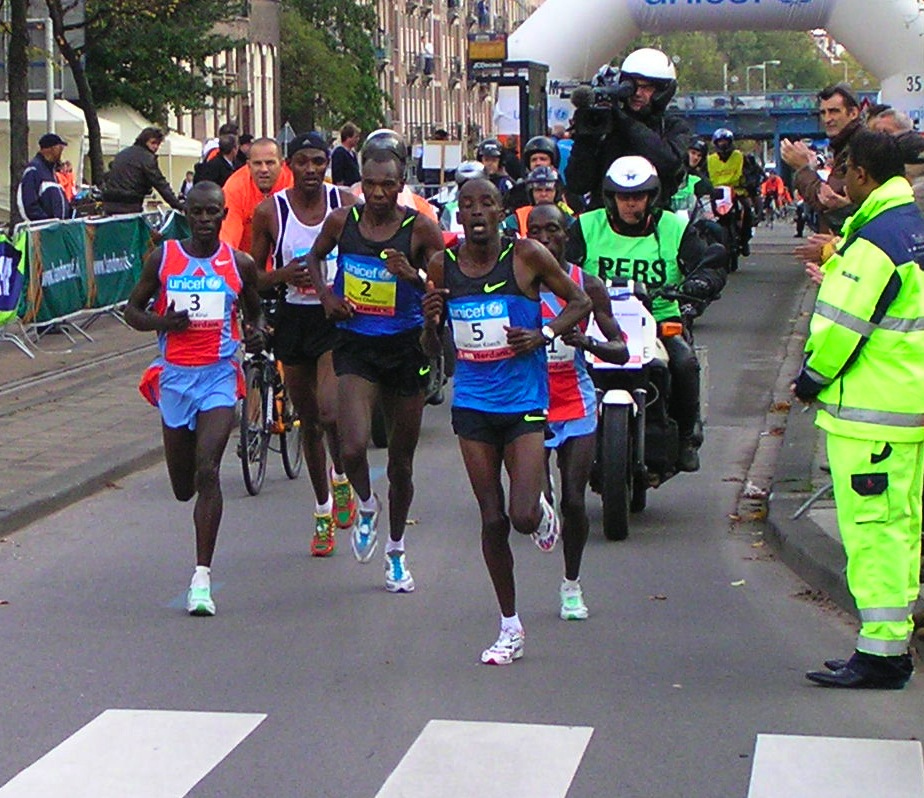
Paul Kiprop Kirui (links) in de kopgroep, 2008.

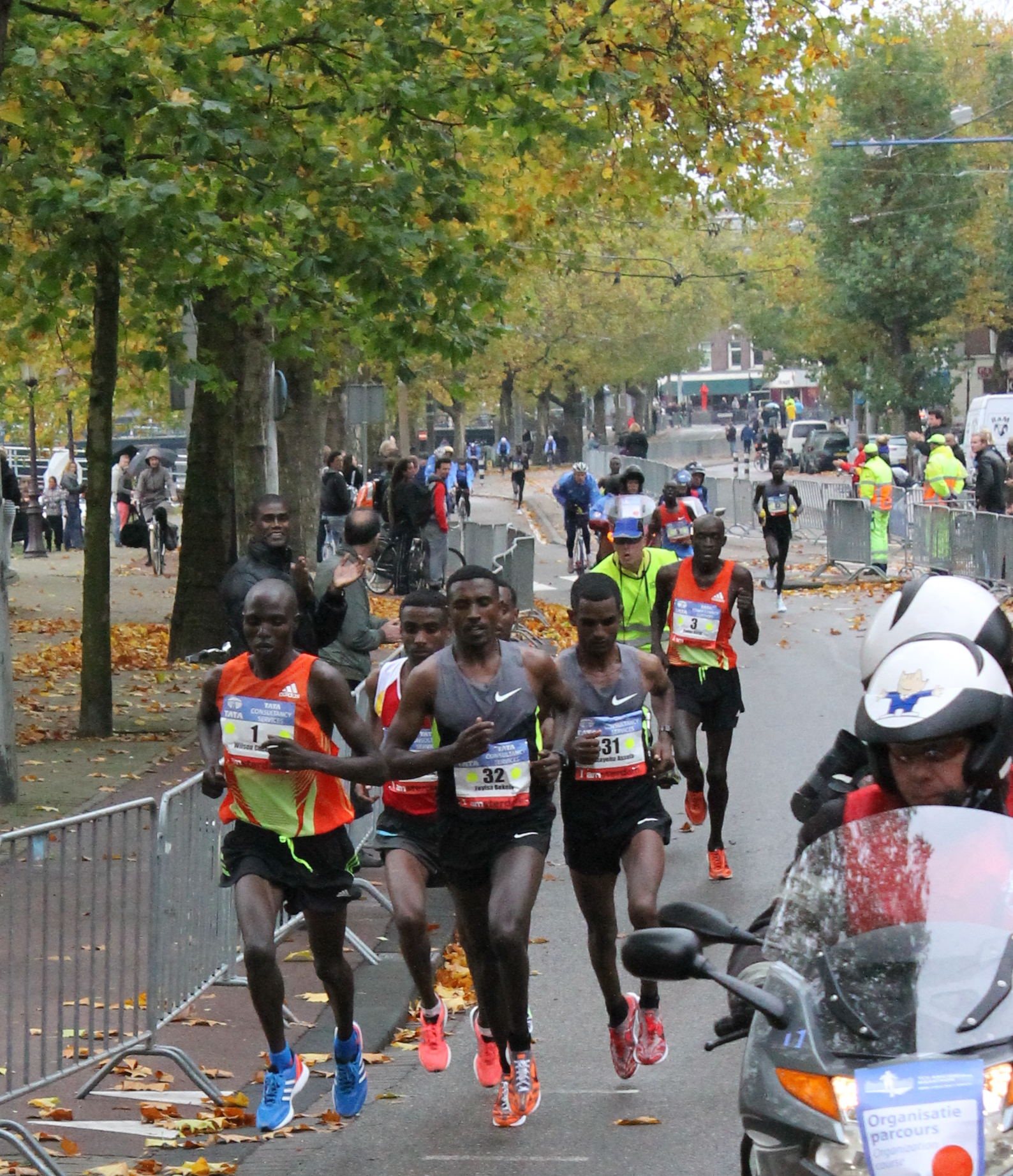
Kopgroep bij de marathon in 2012.

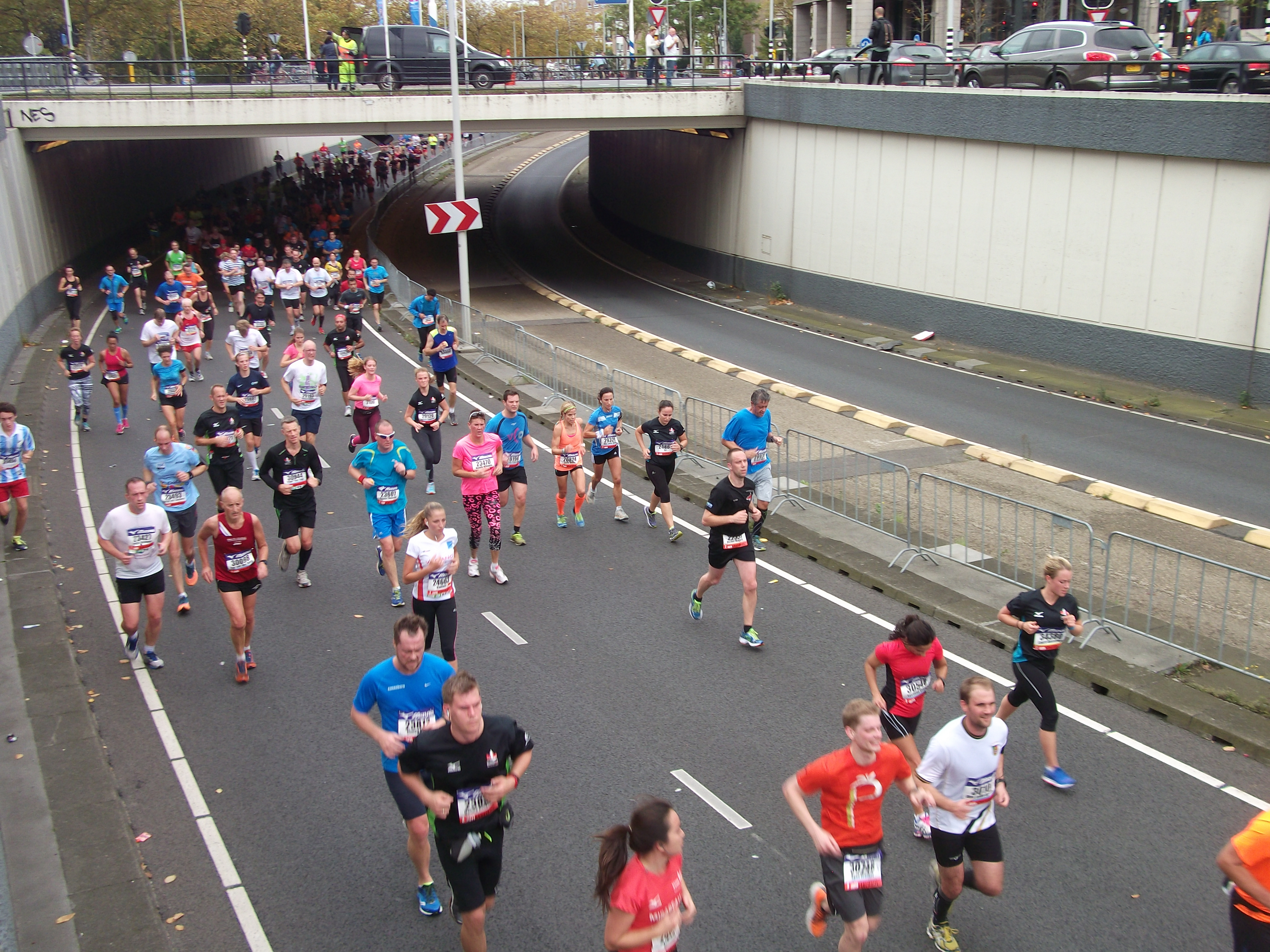
Amsterdam Marathon 2014 bij de Mauritskade.

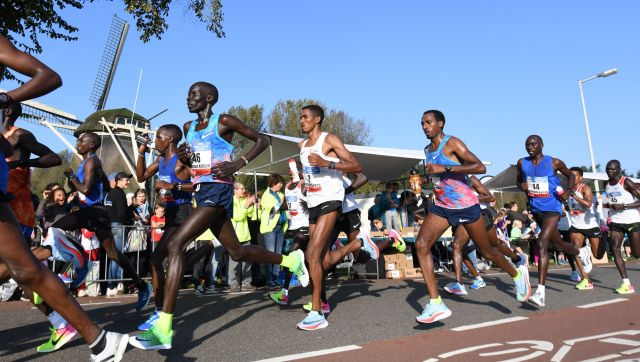
Kopgroep bij de marathon in 2017.

De Marathon van Amsterdam is een jaarlijks terugkerend hardloopevenement, georganiseerd door Le Champion, dat wordt gehouden op de derde zondag van oktober in en om Amsterdam. Sinds 2011 heeft de Marathon van Amsterdam de naam TCS Amsterdam Marathon. De hoofdafstand is de hele marathon (42,195 km). Hiernaast kent het evenement hardloopwedstrijden over de halve marathon, 8 km-loop (sinds 2010, voorheen 5 km, 7,5 km of 10 km) en diverse jeugdlopen (1 km tot 2,5 km). Het evenement heeft in 2020 van de World Athletics de Platinum Label Race gekregen, waardoor de TCS Amsterdam Marathon met deze hoogst haalbare status staat in een rijtje van 12 wereldmarathons. Met ruim 17.000 deelnemers in 2019 behoort de marathon bij de grootste marathons in Europa. Tevens is de marathon het meest internationale sportevenement van Nederland met een recordaantal van 140 verschillende nationaliteiten aan de start. In 2023 hebben zich 20.000 deelnemers voor de hele marathon aangemeld en ook 20.000 deelnemers voor de halve marathon.

## Geschiedenis
De eerste marathon van Amsterdam werd op 5 augustus 1928 gelopen als onderdeel van de IXe Olympiade. De race werd in 2:32.57 gewonnen door de voor Frankrijk uitkomende Algerijn Ahmed Boughéra El Ouafi. De start vond plaats in het Olympisch Stadion, waarna het parcours door de polder tot aan Uithoorn liep en van daaruit langs de Amstel terug naar het stadion leidde.
Hierna werd verschillende malen het Nederlands kampioenschap marathon in de hoofdstad gehouden. Dit was in 1931, 1932, 1933, 1935, 1938 en 1956. Het duurde tot 1975 voor er weer een marathon van Amsterdam plaatsvond, op 3 mei 1975 georganiseerd door de atletiekclubs AV'23, Blauw Wit, Sagitta, ADA, ATOS en Startbaan. Het Olympisch Stadion was evenals in 1928 het start- en finishpunt. In 1976 en 1977 was er opnieuw een Nederlands kampioenschap marathon. Nadat de wedstrijd in 1978 niet doorging, werden start en finish in 1979 verplaatst naar de Dam. Sinds 1997 is het Olympisch Stadion en/of het Stadionplein weer het start- en eindpunt.
Een van de meest memorabele edities van de Amsterdamse marathon was die van 1980. In dat jaar wist Gerard Nijboer aansluiting te krijgen bij de wereldtop met de tijd van 2:09.01. Deze tijd was op dat moment niet alleen een Nederlands (het zou 23 jaar duren voordat een Nederlander sneller zou lopen) en Europees record, maar ook de twee na snelste tijd ooit gelopen.
In 1997, toen de finish voor het eerst weer in het Olympisch Stadion lag, werd die tijd eindelijk verbeterd door de Keniaan Sammy Korir, die op een winderige zondag 2:08.24 liet klokken. Een jaar later, toen de finish vanwege de renovatie niet in maar vóór het stadion lag, verbeterde Korir zijn eigen tijd tot 2:08.13.
Voor de editie van 1999, met de start weer op het Stadionplein, was er geen budget voor de echte wereldtoppers. De Italiaan Gabriela Rosa, die vijftig lopers onder zijn hoede had, stuurde bijvoorbeeld niet Sammy Korir maar de minder getalenteerd geachte Keniaan Fred Kiprop. En Jos Hermens kwam met de Ethiopiërs Tesfaye Jifar en Tesfaye Tola, die zelfs nog nooit aan een marathon hadden deelgenomen. Maar het was Kiprop die de marathon uiteindelijk zou winnen in de voor onmogelijk gehouden tijd van 2:06.47. Slechts drie atleten liepen de marathon ooit sneller. En de twee debutanten Jifar en Tola kwamen er met respectievelijk twee en tien seconden achteraan. Tussen hen in liep nog de Keniaan William Kiplagat, die eindigde in 2:06.50. Vier lopers onder de 2:07, dat was nog nooit op een marathon gepresteerd. De vier schaarden zich bij de beste tien tijden ooit gelopen.
Alleen Gerard Nijboer (4x), Wilson Chebet (Kenia, 3x), Cor Vriend (2x), Sammy Korir (Kenia, 2x), Ferenc Szekeres (Hongarije, 2x) en bij de vrouwen Plonie Scheringa (2x) en Marja Wokke (2x) waren in het 38-jarige bestaan van de marathon in staat meerdere malen te winnen.
Het parcours is vlak, hetgeen de organisatie elk jaar doet hopen op een wereldrecord. In 2005 deed Haile Gebrselassie een wereldrecordpoging, maar verloor te veel tijd aan het einde van de race. Hij verbeterde wel het wedstrijdrecord met drie seconden tot 2:06.20. De tijd van de 31-jarige Ethiopiër was tevens de beste tijd wereldwijd gelopen in 2005. Op 21 oktober 2007 verbeterde Kamiel Maase in deze wedstrijd het Nederlandse record van Nijboer en maakte er 2:08.23 van.
De Keniaan Gilbert Yegon verbeterde in 2009 de tijd van Gebrselassie met twee seconden tot 2:06.18. De Ethiopiër Getu Feleke scherpte in 2010 het record verder aan tot 2:05.44. Het huidige parcoursrecord staat op naam van Tamirat Tola: 2:03.39.
In 2017 verbeterde Abdi Nageeye na tien jaar het Nederlands record op de marathon met zeven seconden in 2:08.16. Deze editie was verder opmerkelijk snel met maar liefst vijf lopers onder de 2:06, elf onder 2:09 en 14 onder de 2:10.
In 2020 vond er geen marathon plaats in Amsterdam, wegens de Coronacrisis. In 2021 werd de draad weer opgepakt.

## Parcours
Vanaf 3 mei 1975, de eerste editie van het evenement, waren de start en finish in het Olympisch Stadion. Nadat de marathon in 1978 niet werd gehouden, verhuisden de start en finish in 1979 naar de Dam. Op het Museumplein kreeg Amsterdam in 1990 een nieuwe start- en finishlocatie. Via de RAI en de Amsterdam ArenA kwam de Amsterdamse marathon weer terug in de oude omgeving.
In 1997 werd de finish weer naar het Olympisch Stadion verlegd. Toen in 2000 de organisatie haar vijfentwintigste editie vierde, werd ook de start weer verlegd naar het pas gerenoveerde Olympisch Stadion. Sindsdien zijn daar elk jaar de start en finish. Dit laat telkens weer een onvergetelijke indruk achter, met dank aan de aanwezigheid van de supporters op de ere- en marathontribune.
Iedere editie vinden er kleine wijzigingen plaats in de route van de marathon, meestal vanwege wegopbrekingen. In 2007 bestond het parcours van de marathon uit een kleine ronde van ca. 7 km en een grote ronde van circa 35 kilometer. De kleine ronde begon in het Olympisch Stadion, ging langs het Rijksmuseum, door het Vondelpark en weer langs het stadion. De grote ronde van 35 km liep langs de Amstel naar Ouderkerk aan de Amstel en daarvandaan langs de andere oever van de Amstel terug naar de stad. Na Duivendrecht, de Watergraafsmeer en de Indische buurt kwamen de lopers via de centrumring Mauritskade – Stadhouderskade en wederom het Vondelpark uiteindelijk bij de finish in het stadion.
Het parcours in Amsterdam staat bekend om het vlakke, snelle en historische karakter. De route zit vol Amsterdamse hoogtepunten. Zo passeert men het wereldberoemde Rijksmuseum en het Museumplein, komt langs het Wereldmuseum, het Amstel Hotel en wordt men onderweg aangemoedigd door de enthousiaste bewoners van Amsterdam. Ook het Vondelpark ontbreekt niet. Dit bekendste park van Amsterdam wordt de eerste keer bereikt vanaf de Amstelveenseweg. De tweede keer wordt de route tegengesteld gelopen en komt men het park binnen vanaf de zijde van het Leidseplein.
Het parcours van de marathon volgt een deel van het olympische traject uit 1928 langs de Amstel, langs statige herenhuizen en enige molens. Dit landelijke traject biedt fraaie uitzichten (onder meer op de Arena) en geeft een indruk van de dagelijkse bedrijvigheid op de Amstel.
In 2013 ging de TCS Amsterdam Marathon voor het eerst door de Passage door het hart van het Rijksmuseum tussen Amsterdam-Centrum en Amsterdam-Zuid. Een unieke belevenis voor de vele duizenden lopers uit binnen- en buitenland. Hiermee ging een lang gekoesterde wens van de organisatie Le Champion, om sport, kunst en cultuur dichter bij elkaar te brengen in Amsterdam, in vervulling.
In 2015 is het parcours op drie punten gewijzigd. De marathonlopers komen nu onder andere door de Zuidas, de grote bedrijfslocatie van Amsterdam. Dit gebied is de laatste jaren verder ontwikkeld, zowel op zakelijk als sportief vlak.

## Sponsors
Tot en met 2010 was bank-verzekeraar ING hoofdsponsor. In 2011 nam Tata Consultancy Services (TCS, onderdeel van het Tata-concern) die rol over, voor vijf jaar. De naam van de hoofdsponsor wordt doorgaans opgenomen in de naam van de marathon.

## Statistieken

### Wedstrijdrecords marathon
- Mannen: Tamirat Tola  ETH - 2:03.39[6] (2021)
- Vrouwen: Yalemzerf Yehualaw  ETH - 2:16.52 (2024)

### Ontwikkeling parcoursrecord (mannen)
| Datum           | Nationaliteit | Atleet                  | Tijd    |
| --------------- | ------------- | ----------------------- | ------- |
| 5 augustus 1928 | FRA           | Ahmed Boughéra El Ouafi | 2:32.57 |
| 3 mei 1975      | DEN           | Jørgen Jensen           | 2:16.51 |
| 21 mei 1977     | USA           | Bill Rodgers            | 2:12.47 |
| 26 april 1980   | NED           | Gerard Nijboer          | 2:09.01 |
| 2 november 1997 | KEN           | Sammy Korir             | 2:08.24 |
| 1 november 1998 | KEN           | Sammy Korir             | 2:08.13 |
| 17 oktober 1999 | KEN           | Fred Kiprop             | 2:06.47 |
| 19 oktober 2003 | KEN           | William Kipsang         | 2:06.39 |
| 17 oktober 2004 | KEN           | Robert Cheboror         | 2:06.23 |
| 16 oktober 2005 | ETH           | Haile Gebrselassie      | 2:06.20 |
| 18 oktober 2009 | KEN           | Gilbert Yegon           | 2:06.18 |
| 17 oktober 2010 | ETH           | Getu Feleke             | 2:05.44 |
| 21 oktober 2012 | KEN           | Wilson Chebet           | 2:05.41 |
| 20 oktober 2013 | KEN           | Wilson Chebet           | 2:05.36 |
| 16 oktober 2016 | KEN           | Daniel Wanjiru          | 2:05.21 |
| 15 oktober 2017 | KEN           | Lawrence Cherono        | 2:05.09 |
| 21 oktober 2018 | KEN           | Lawrence Cherono        | 2:04.06 |
| 17 oktober 2021 | ETH           | Tamirat Tola            | 2:03.39 |

### Winnaars marathon
| Editie | Jaar              | Snelste man             | Nat.           | Tijd           | Snelste vrouw       | Nat.           | Tijd           | Uitslag        |
| ------ | ----------------- | ----------------------- | -------------- | -------------- | ------------------- | -------------- | -------------- | -------------- |
| 48     | 20 oktober 2024   | Tsegaye Getachew        | ETH            | 2:05.38        | Yalemzerf Yehualaw  | ETH            | 2:16.52        | Uitslagen      |
| 47     | 15 oktober 2023   | Joshua Belet            | KEN            | 2:04.18        | Meseret Belete      | ETH            | 2.18.19        | Uitslagen      |
| 46     | 16 oktober 2022   | Tsegaye Getachew        | ETH            | 2:04.49        | Almaz Ayana         | ETH            | 2:17.19        | Uitslagen      |
| 45     | 17 oktober 2021   | Tamirat Tola            | ETH            | 2:03.39        | Angela Tanui        | ETH            | 2:17.57        | Uitslagen      |
| -      | 2020              | Geen wedstrijd          | Geen wedstrijd | Geen wedstrijd | Geen wedstrijd      | Geen wedstrijd | Geen wedstrijd | Geen wedstrijd |
| 44     | 20 oktober 2019   | Vincent Kipchumba       | KEN            | 2:05.09        | Degitu Azimeraw     | ETH            | 2:19.26        | Uitslagen      |
| 43     | 21 oktober 2018   | Lawrence Cherono        | KEN            | 2:04.06        | Tadelech Bekele     | ETH            | 2:23.15        | Uitslagen      |
| 42     | 15 oktober 2017   | Lawrence Cherono        | KEN            | 2:05.09        | Tadelech Bekele     | ETH            | 2:21.54        | Uitslagen      |
| 41     | 16 oktober 2016   | Daniel Wanjiru          | KEN            | 2:05.21        | Meselech Melkamu    | ETH            | 2:23.21        | Uitslagen      |
| 40     | 18 oktober 2015   | Bernard Kipyego         | KEN            | 2:06.19        | Joyce Chepkirui     | KEN            | 2:24.11        | Uitslagen      |
| 39     | 19 oktober 2014   | Bernard Kipyego         | KEN            | 2:06.22        | Betelhem Moges      | ETH            | 2:28.35        | Uitslagen      |
| 38     | 20 oktober 2013   | Wilson Chebet           | KEN            | 2:05.36        | Valentine Kipketer  | KEN            | 2:23.02        | Uitslagen      |
| 37     | 21 oktober 2012   | Wilson Chebet           | KEN            | 2:05.41        | Meseret Hailu       | ETH            | 2:21.09        | Uitslagen      |
| 36     | 16 oktober 2011   | Wilson Chebet           | KEN            | 2:05.53        | Tiki Gelana         | ETH            | 2:22.08        | Uitslagen      |
| 35     | 17 oktober 2010   | Getu Feleke             | ETH            | 2:05.44        | Alice Timbilil      | KEN            | 2:25.03        | Uitslagen      |
| 34     | 18 oktober 2009   | Gilbert Yegon           | KEN            | 2:06.18,0      | Eyerusalem Kuma     | ETH            | 2:27.42,8      | Uitslagen      |
| 33     | 19 oktober 2008   | Paul Kiprop Kirui       | KEN            | 2:07.52        | Lydia Cheromei      | KEN            | 2:25.57        | Uitslagen      |
| 32     | 21 oktober 2007   | Emmanuel Mutai          | KEN            | 2:06.28,6      | Magdaline Chemjor   | KEN            | 2:28.15,9      | Uitslagen      |
| 31     | 15 oktober 2006   | Solomon Bushendich      | KEN            | 2:08.52,0      | Rose Cheruiyot      | KEN            | 2:28.26,0      | Uitslagen      |
| 30     | 16 oktober 2005   | Haile Gebrselassie      | ETH            | 2:06.19,5      | Kutre Dulecha       | ETH            | 2:30.05,2      | Uitslagen      |
| 29     | 17 oktober 2004   | Robert Cheboror         | KEN            | 2:06.22,4      | Helena Javornik     | SLO            | 2:27.32,8      | Uitslagen      |
| 28     | 19 oktober 2003   | William Kipsang         | KEN            | 2:06.38,2      | Helena Sampaio      | POR            | 2:28.05,6      | Uitslagen      |
| 27     | 20 oktober 2002   | Benjamin Kimutai        | KEN            | 2:07.25,9      | Gete Wami           | ETH            | 2:22.20,0      | Uitslagen      |
| 26     | 21 oktober 2001   | Driss El Himer          | FRA            | 2:07.02        | Shitaye Gemechu     | ETH            | 2:28.40        | Uitslagen      |
| 25     | 15 oktober 2000   | Francisco Javier Cortés | ESP            | 2:08.57        | Abeba Tolla         | ETH            | 2:29.54        | Uitslagen      |
| 24     | 17 oktober 1999   | Fred Kiprop             | KEN            | 2:06.46,1      | Lornah Kiplagat     | KEN            | 2:25.30,0      | Uitslagen      |
| 23     | 1 november 1998   | Sammy Korir             | KEN            | 2:08.13        | Catherina McKiernan | IRL            | 2:22.23        | Uitslagen      |
| 22     | 2 november 1997   | Sammy Korir             | KEN            | 2:08.24        | Elfenesh Alemu      | ETH            | 2:37.37        | Uitslagen      |
| 21     | 3 november 1996   | Joseph Chebet           | KEN            | 2:10.57        | Nadezhda Ilyina     | RUS            | 2:34.35        | Uitslagen      |
| 20     | 24 september 1995 | Hisayuki Okawa          | JPN            | 2:14.00        | Agnes Hijman        | NED            | 2:48.57        | Uitslagen      |
| 19     | 25 september 1994 | Tesfaye Eticha          | ETH            | 2:15.56        | Barbara Kamp        | NED            | 2:51.57        | Uitslagen      |
| 18     | 26 september 1993 | Kenichi Suzuki          | JPN            | 2:11.56        | Yoshiko Yamamoto    | JPN            | 2:29.12        | Uitslagen      |
| 17     | 27 september 1992 | Inocencio Miranda       | MEX            | 2:14.58        | Paulina Grigorenko  | RUS            | 2:50.41        | Uitslagen      |
| 16     | 15 september 1991 | Tesfaye Tafa            | ETH            | 2:13.26        | Mieke Hombergen     | NED            | 2:41.14        | Uitslagen      |
| 15     | 13 mei 1990       | Zerihun Gizaw           | ETH            | 2:11.52        | Renata Kokowska     | POL            | 2:35.31        | Uitslagen      |
| 14     | 7 mei 1989        | Gerard Nijboer          | NED            | 2:13.52        | Gabriela Górzyńska  | POL            | 2:47.16        | Uitslagen      |
| 13     | 7 mei 1988        | Gerard Nijboer          | NED            | 2:12.38        | Elena Murgoci       | ROU            | 2:41.56        | Uitslagen      |
| 12     | 10 mei 1987       | John Burra              | TAN            | 2:12.40        | Adriana Andreescu   | ROU            | 2:36.21        | Uitslagen      |
| 11     | 11 mei 1986       | Willy Vanhuylenbroeck   | BEL            | 2:14.46        | Teresa Kidd         | IRL            | 2:46.18        | Uitslagen      |
| 10     | 12 mei 1985       | José Reveyn             | BEL            | 2:19.24        | Carolien Lucas      | NED            | 2:47.11        | Uitslagen      |
| 9      | 12 mei 1984       | Gerard Nijboer          | NED            | 2:14.28        | Eefje van Wissen    | NED            | 2:43.51        | Uitslagen      |
| 8      | 7 mei 1983        | Cor Vriend              | NED            | 2:13.41        | Antonia Ladanyne    | HUN            | 2:43.57        | Uitslagen      |
| 7      | 8 mei 1982        | Cor Vriend              | NED            | 2:12.15        | Annie van Stiphout  | NED            | 2:37.28        | Uitslagen      |
| 6      | 9 mei 1981        | Ferenc Szekeres         | HUN            | 2:18.11        | Marja Wokke         | NED            | 2:43.38        | Uitslagen      |
| 5      | 26 april 1980     | Gerard Nijboer          | NED            | 2:09.01        | Marja Wokke         | NED            | 2:40.15        | Uitslagen      |
| 4      | 19 mei 1979       | Ferenc Szekeres         | HUN            | 2:14.46        | Ria Harmens-Peters  | NED            | 3:21.40        | Uitslagen      |
| -      | 1978              | Geen wedstrijd          | Geen wedstrijd | Geen wedstrijd | Geen wedstrijd      | Geen wedstrijd | Geen wedstrijd | Geen wedstrijd |
| 3      | 21 mei 1977       | Bill Rodgers            | GBR            | 2:12.47        | Plonie Scheringa    | NED            | 3:28.24        | Uitslagen      |
| 2      | 8 mei 1976        | Karel Lismont           | BEL            | 2:18.48        | Corrie Konings      | NED            | 3:24.31        | Uitslagen      |
| 1      | 3 mei 1975        | Jørgen Jensen           | DEN            | 2:16.51        | Plonie Scheringa    | NED            | 3:13.38        | Uitslagen      |

### Winnaars halve marathon
| Editie | Jaar            | Man                       | Man      | Man      | Vrouw                | Vrouw    | Vrouw    |
| Editie | Jaar            | Naam                      | Nat.     | Tijd     | Naam                 | Nat.     | Tijd     |
| ------ | --------------- | ------------------------- | -------- | -------- | -------------------- | -------- | -------- |
| 48     | 20 oktober 2024 | Julien Devanne            | FRA      | 1:06.30  | Joleen Gedwart       | GER      | 1:19.00  |
|        |                 |                           |          |          |                      |          |          |
| 44     | 20 oktober 2019 | Marcus Åberg              | SWE      | 1:06.33  | Anne Le Cunuder      | FRA      | 1:15.12  |
| 43     | 21 oktober 2018 | Abel Tsegay               | GBR      | 1:07.50  | Zsanett Móczó        | HUN      | 1:20.18  |
| 42     | 15 oktober 2017 | Martin Hoare              | IRE      | 1:08.33  | ?                    | ?        | ?        |
| 41     | 16 oktober 2016 | Daniel Valdez Lopez       | MEX      | 1:09.12  | Janica Mäkelä        | FIN      | 1:19.44  |
| 40     | 18 oktober 2015 | Kaupo Sasmin              | EST      | 1:09.02  | Rosmery Quispe       | BOL      | 1:17.43  |
| 39     | 19 oktober 2014 | Tom Aldred                | GBR      | 1:07.18  | Gulzhanat Zhanatbek  | KAZ      | 1:19.17  |
| 38     | 20 oktober 2013 | Daan van den Ende         | NED      | 1:10.11  | Anna Holm Baumeister | DEN      | 1:18.22  |
| 37     | 21 oktober 2012 | Kevin Rojas               | GBR      | 1:09.27  | Maria Barrett        | GBR      | 1:19.58  |
| 36     | 16 oktober 2011 | Alessandro Belotti        | ITA      | 1:08.27  | Megumi Kinukawa      | JPN      | 1:17.08  |
| 35     | 17 oktober 2010 | Huw Lobb                  | GBR      | 1:09.42  | Helen Sharpe         | NED      | 1:20.12  |
| 34     | 18 oktober 2009 | Jonathan Frost            | GBR      | 1:10.53  | Minna Kainlauri      | FIN      | 1:20.36  |
| 33     | 19 oktober 2008 | Merwin Dollison           | NED      | 1:09.21  | Rebbecca Harrison    | GBR      | 1:19.25  |
| 32     | 21 oktober 2007 | Darius Sadeckas           | LTU      | 1:09.05  | Adela Salt           | GBR      | 1:20.54  |
| 31     | 15 oktober 2006 | John Ward                 | GBR      | 1:08.44  | Catherine Wilding    | GBR      | 1:20.58  |
| 30     | 16 oktober 2005 | Norbert Groot             | NED      | 1:11.36  | Daniele Giacobone    | ITA      | 1:23.22  |
| 29     | 17 oktober 2004 | Eric Dubois               | FRA      | 1:10.40  | Jessica Gunnarson    | NOR      | 1:22.49  |
| 28     | 19 oktober 2003 | Rafa Maritxalar Elgorriag | ESP      | 1:09.37  | Anna Magrethe Tråve  | NOR      | 1:23.51  |
| eerder | Onbekend        | Onbekend                  | Onbekend | Onbekend | Onbekend             | Onbekend | Onbekend |

### Nederlandse kampioenschappen
Het Nederlands kampioenschap marathon werd negentien maal gehouden in Amsterdam:
| Nr | Datum            | Man                | Man       | Man     | Vrouw                           | Vrouw                           | Vrouw                           | Uitslag |
| Nr | Datum            | Naam               | Tijd      | Overall | Naam                            | Tijd                            | Overall                         | Uitslag |
| -- | ---------------- | ------------------ | --------- | ------- | ------------------------------- | ------------------------------- | ------------------------------- | ------- |
| 19 | 16 oktober 2022  | Khalid Choukoud    | 2:09.33   | 14      | Leonie Balter                   | 2:37.41                         | 10                              | uitslag |
| 18 | 17 oktober 2021  | Khalid Choukoud    | 2:10.25   | 18      | Ruth van der Meijden            | 2:29.55                         | ?                               | uitslag |
| 17 | 20 oktober 2019  | Abdi Nageeye       | 2:07.39   | ?       | Bo Ummels                       | 2:32.31                         | ?                               | uitslag |
| 16 | 21 oktober 2018  | Michel Butter      | 2:17.18   | ?       | Miranda Boonstra                | 2:42.06                         | ?                               | uitslag |
| 15 | 15 oktober 2017  | Abdi Nageeye       | 2:08.16   | 9       | Mireille Baart                  | 2:44.21                         | 13                              | uitslag |
| 14 | 16 oktober 2016  | Khalid Choukoud    | 2:11.23   | 14      | Ruth van der Meijden            | 2:33.44                         | 7                               | uitslag |
| 13 | 19 oktober 2014  | Paul Zwama         | 2:21.59   | 13      | Jacelyn Gruppen                 | 2:55.43                         | 9                               | uitslag |
| 12 | 16 oktober 2011  | Michel Butter      | 2:12.59   | 15      | Lornah Kiplagat                 | 2:25.52                         | 3                               | uitslag |
| 11 | 18 oktober 2009  | Koen Raymaekers    | 2:12.59   | 13      | Hilda Kibet                     | 2:30.33                         | 3                               | uitslag |
| 10 | 7 mei 1988       | Gerard Nijboer     | 2:12.38   | 1       | Jolanda Homminga                | 2:46.41                         | 2                               | uitslag |
| 9  | 12 mei 1984      | Gerard Nijboer     | 2:14.28   | 1       | Eefje van Wissen                | 2:43.51                         | 1                               | uitslag |
| 8  | 8 mei 1982       | Cor Vriend         | 2:12.15   | 1       | Annie van Stiphout              | 2:37.28                         | 1                               | uitslag |
| 7  | 8 mei 1976       | Ko van der Weijden | 2:31.30   | 5       | Geen kampioenschap voor vrouwen | Geen kampioenschap voor vrouwen | Geen kampioenschap voor vrouwen | uitslag |
| 6  | 7 juli 1956      | Piet Bleeker       | 2:42.35   | ?       | Geen vrouwelijke deelnemers     | Geen vrouwelijke deelnemers     | Geen vrouwelijke deelnemers     | uitslag |
| 5  | 26 juni 1938     | Pleun van Leenen   | 3:14.43,4 | ?       | Geen vrouwelijke deelnemers     | Geen vrouwelijke deelnemers     | Geen vrouwelijke deelnemers     | uitslag |
| 4  | 11 augustus 1935 | Henri Landheer     | 3:10.02,0 | ?       | Geen vrouwelijke deelnemers     | Geen vrouwelijke deelnemers     | Geen vrouwelijke deelnemers     | uitslag |
| 3  | 16 juli 1933     | Pleun van Leenen   | 3:09.12   | 2       | Geen vrouwelijke deelnemers     | Geen vrouwelijke deelnemers     | Geen vrouwelijke deelnemers     | uitslag |
| 2  | 3 juli 1932      | Pleun van Leenen   | 3:17.13,2 | ?       | Geen vrouwelijke deelnemers     | Geen vrouwelijke deelnemers     | Geen vrouwelijke deelnemers     | uitslag |
| 1  | 19 april 1931    | Evert Wijburg      | 3:02.38.6 | 1       | Geen vrouwelijke deelnemers     | Geen vrouwelijke deelnemers     | Geen vrouwelijke deelnemers     | uitslag |

### Top 10 snelste overall
Met een gemiddelde tijd van 2:04.21,5 over de snelste 10 tijden gelopen op de marathon van Amsterdam staat Amsterdam mondiaal op een achtste plaats op de lijst van snelste marathonsteden tot 2024. De marathon van Amsterdam is na de marathon van Rotterdam de snelste marathon van Nederland.
| Rang | Naam             | Land | Tijd    | Jaar | Plek |
| ---- | ---------------- | ---- | ------- | ---- | ---- |
| 1    | Tamirat Tola     | ETH  | 2:03.39 | 2021 | 1    |
| 2    | Lawrence Cherono | KEN  | 2:04.06 | 2018 | 1    |
| 3    | Bernard Koech    | KEN  | 2:04.08 | 2021 | 2    |
| 4    | Leul Gebresilase | ETH  | 2:04.12 | 2021 | 3    |
| 5    | Joshua Belet     | KEN  | 2:04.18 | 2023 | 1    |
| 6    | Jonathan Korir   | KEN  | 2:04.32 | 2021 | 4    |
| 7    | Hiskel Tewelde   | ERI  | 2:04.34 | 2021 | 5    |
| 7    | Cybrian Kotut    | KEN  | 2:04.34 | 2023 | 2    |
| 9    | Mule Wasihun     | ETH  | 2:04.37 | 2018 | 2    |
| 9    | Bethwel Chumba   | KEN  | 2:04.37 | 2023 | 3    |
| 10   | Solomon Deksisa  | ETH  | 2:04.40 | 2018 | 3    |

(tabel bijgewerkt oktober 2024)

### Top 10 snelste Nederlanders
| Plek | Man                | Tijd (jaar)    | Vrouw                | Tijd (jaar)    |
| ---- | ------------------ | -------------- | -------------------- | -------------- |
| 1    | Abdi Nageeye       | 2:07.39 (2019) | Lornah Kiplagat      | 2:25.52 (2011) |
| 2    | Kamiel Maase       | 2:08.21 (2007) | Hilda Kibet          | 2:30.33 (2009) |
| 3    | Gerard Nijboer     | 2:09.01 (1980) | Nadezhda Wijenberg   | 2:31.45 (2001) |
| 4    | Khalid Choukoud    | 2:09.33 (2022) | Carla Beurskens      | 2:31.48 (1993) |
| 5    | Michel Butter      | 2:09.58 (2012) | Miranda Boonstra     | 2:31.49 (2013) |
| 6    | Hugo van den Broek | 2:12.08 (2004) | Bo Ummels            | 2:32.34 (2019) |
| 7    | Cor Vriend         | 2:12.15 (1982) | Ruth van der Meijden | 2:33.44 (2016) |
| 8    | Tonnie Dirks       | 2:12.27 (1993) | Kristijna Loonen     | 2:34.08 (2005) |
| 9    | Marti ten Kate     | 2:12.39 (1993) | Anne van Schuppen    | 2:34.25 (2002) |
| 10   | Koen Raymaekers    | 2:12.59 (2009) | Heleen Plaatzer      | 2:35.23 (2011) |

(tabel bijgewerkt t/m 2019)

### Ontwikkeling van deelnemersaantallen
| Jaar | Marathon | waarvan vrouwen | in % | halve marathon | overige lopen |
| ---- | -------- | --------------- | ---- | -------------- | ------------- |
| 2016 | 12.181   | 2865            | 23,5 | 14.832         | 4645          |
| 2015 | 12.335   | 2718            | 22,0 | 14.015         | 4242          |
| 2014 | 12.217   | 2774            | 22,7 | 14.967         | 4718          |
| 2013 | 11.310   | 2331            | 20,6 | 14.002         | 4335          |
| 2012 | 10.145   | 2094            | 20,6 | 12.745         | 4197          |
| 2011 | 9637     | 1910            | 19,8 | 11.374         | 3538          |
| 2010 | 7880     | 1533            | 19,5 | 11.282         | 3915          |
| 2009 | 6910     | 1341            | 19,4 | 09033          | 2932          |
| 2008 | 5983     | 1097            | 18,3 | 08157          | 2271          |
| 2007 | 6530     | 1124            | 17,2 | 08464          | 1328          |
| 2006 | 5858     | 0996            | 17,0 | 06992          | 3611          |
| 2005 | 5336     | 0874            | 16,3 | 06321          | 3398          |
| 2004 | 4498     | 0644            | 14,3 | 05880          | 2936          |
| 2003 | 3537     | 0507            | 14,3 | 04429          | 2081          |

### Overige wedstrijdrecords
Halve marathon
Mannen: Tom Aldred  GBR 1:07.18 (2014)

Vrouwen: Megumi Kinukawa  JPN 1:17.08 (2011)
8 km loop
Mannen: Wilfred van Holst  NED 25.19 (2016)

Vrouwen: Tracey Morris  GBR 28.20 (2010)
1975 ·
1976 ·
1977 ·
1978 ·
1979 ·
1980 ·
1981 ·
1982 ·
1983 ·
1984 ·
1985 ·
1986 ·
1987 ·
1988 ·
1989 ·
1990 ·
1991 ·
1992 ·
1993 ·
1994 ·
1995 ·
1996 ·
1997 ·
1998 ·
1999 ·
2000 ·
2001 ·
2002 ·
2003 ·
2004 ·
2005 ·
2006 ·
2007 ·
2008 ·
2009 ·
2010 ·
2011 ·
2012 ·
2013 ·
2014 ·
2015 ·
2016 ·
2017 ·
2018 ·
2019 ·
2020 ·
2021 ·
2022 ·
2023 ·
2024 ·
2025
Actief:
Amsterdam ·
Burgh-Haamstede ·
Eindhoven ·
Enschede ·
Etten-Leur ·
Hilvarenbeek ·
Leiden ·
Oosterbierum ·
Rotterdam ·
Spijkenisse ·
Terneuzen ·
Terschelling ·
Utrecht ·
Zaltbommel

Niet meer actief:
Apeldoorn ·
Den Haag ·
Den Haag (strand) ·
Groningen Stad Marathon ·
Hoofddorp ·
Hoorn ·
Klazienaveen ·
Leeuwarden ·
Maassluis ·
Meerssen ·
Noordseschut ·
Scheveningen-Zandvoort ·
Schoorl ·
Amersfoort ·
Amsterdam ·
Breda ·
Den Haag ·
Den Helder ·
Dordrecht ·
Drunen ·
Eindhoven ·
Egmond aan Zee ·
Enschede ·
Etten-Leur ·
Haarlem ·
Haarlemmermeer ·
Hoorn ·
Leeuwarden ·
Leiden ·
Linschoten ·
Monster ·
Nijmegen ·
Pijnacker ·
Schoorl ·
Spijkenisse ·
Terschelling ·
Texel ·
Utrecht ·
Venlo ·
Zandvoort ·
Zwolle